# Lasioglossum mariuticum
Lasioglossum mariuticum là một loài Hymenoptera trong họ Halictidae. Loài này được Blüthgen mô tả khoa học năm 1934.